# (152647) Rinako
(152647) Rinako ist ein Asteroid des inneren Hauptgürtels, der am 29. Oktober 1997 vom japanischen Amateurastronomen Atsuo Asami am Observatorium in Hadano (IAU-Code 355) in der Präfektur Kanagawa entdeckt wurde.
Der mittlere Durchmesser des Asteroiden wurde grob mit 3,128 (±0,471) km berechnet. Die Umlaufbahn von (152647) Rinako um die Sonne hat mit 0,2528 eine hohe Exzentrizität.
Nach der SMASS-Klassifikation (Small Main-Belt Asteroid Spectroscopic Survey) wurde bei einer spektroskopischen Untersuchung von Gianluca Masi, Sergio Foglia und Richard P. Binzel bei (152647) Rinako von einer dunklen Oberfläche ausgegangen, es könnte sich also, grob gesehen, um einen C-Asteroiden handeln.
(152647) Rinako wurde am 30. Juli 2007 nach der Tochter des Entdeckers benannt: Rinako Asami (* 1993).